# Ith

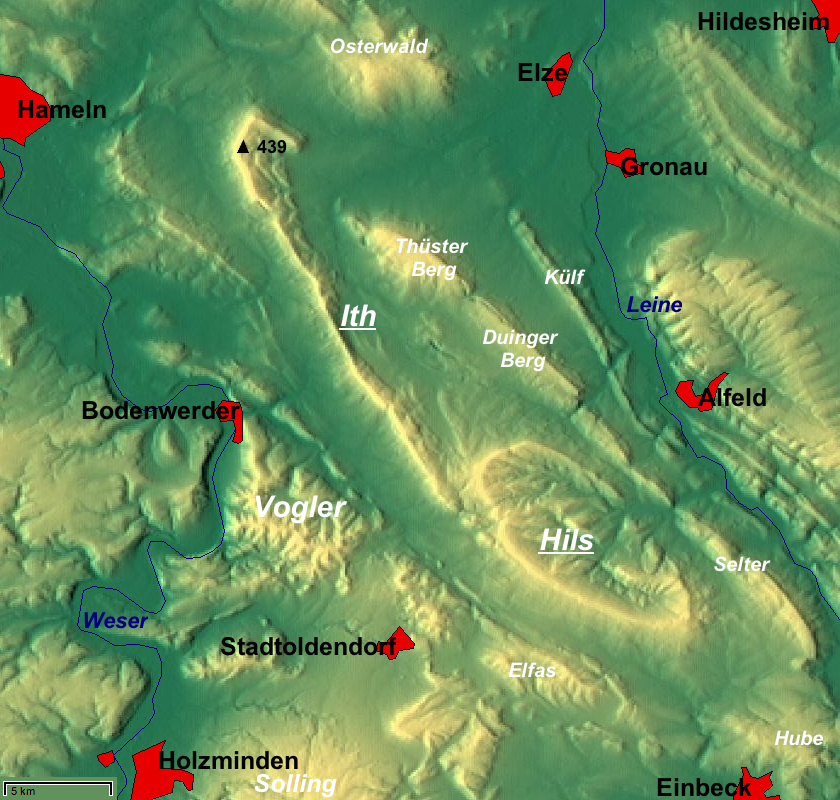
Reliefkarta med Ith i mitten

Ith är ett cirka 22 km långt åslandskap i Niedersachsen i Tyskland. Högsta höjden är 439 meter. Ith ligger ungefär 40 km sydsydväst om Hannover. Geologin präglas av fossilrik kalksten från Jura. Delstatsregeringens planer på att fylla igen gamla stenbrott med byggavfall har lett till omfattande protester från lokalbefolkningen. 

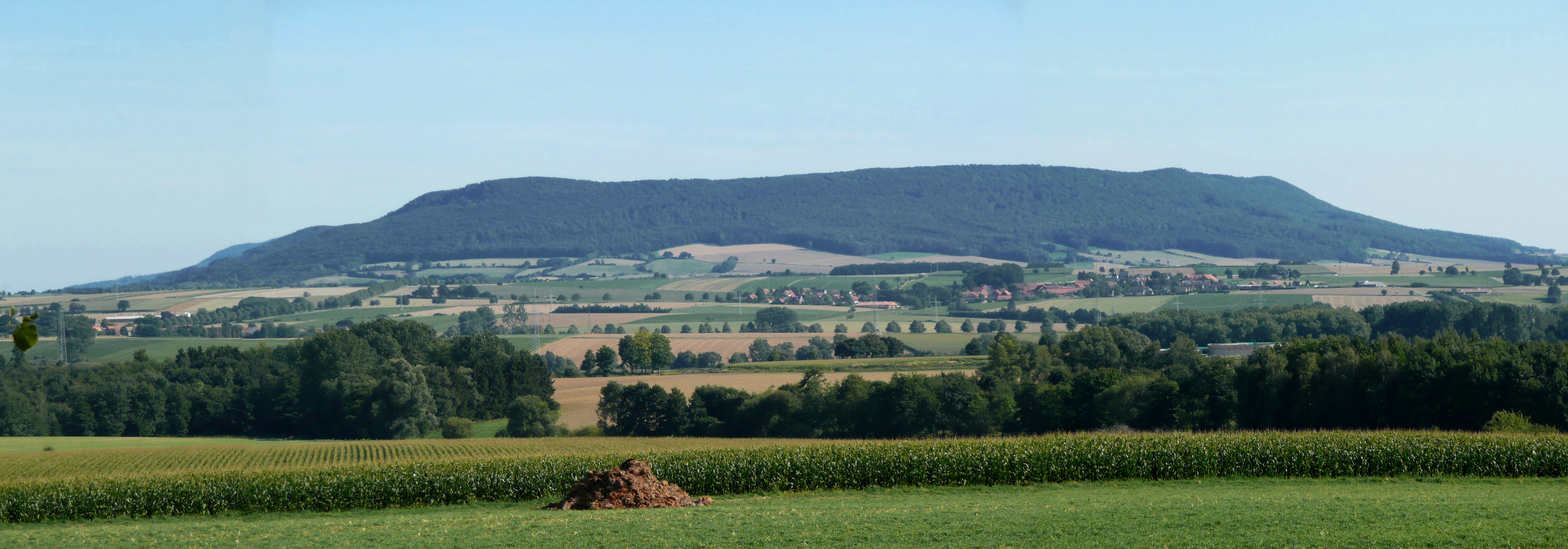
Utsikt från Süntel på nordvästra sidan av Ith